# Ndyuka

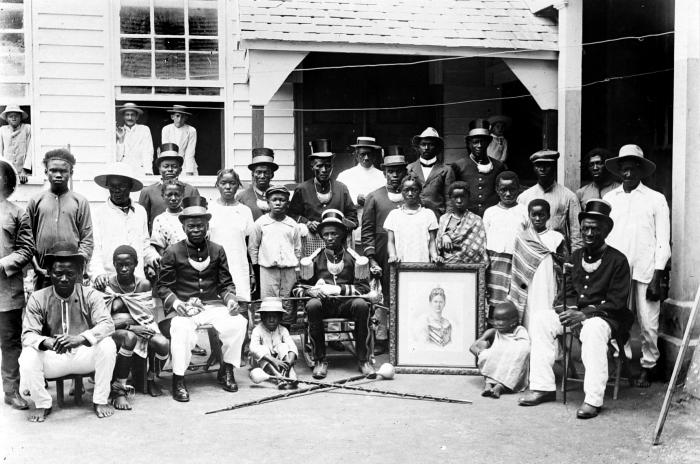
Gaanman, Stammesoberhaupt der Ndyuka, Amakti (auch: Amakiti) von 1916–1929 mit
Gefolge in Amtstracht, links neben einem Porträt von Königin Wilhelmina

Die Ndyuka, auch Aukaner oder Okanisi genannt sind eine Gemeinschaft in den tropischen Regenwald geflüchteter, ehemals aus Westafrika nach Suriname verfrachteter Sklaven. Sie ist neben den Saramaccanern die größte im Stammesverband lebende Marron-Gemeinschaft in Suriname. Ihre traditionelle Sprache ist Aukaans.

## Soziale Gliederung
Der Stamm wird geformt durch los. Ein lo ist eine Einheit von Menschen, die sich miteinander verbunden fühlen, durch ihren gemeinsamen historischen Hintergrund auf den Plantagen sowie ihre gemeinsame kulturelle und/oder spirituelle Basis. Er bildete sich im Laufe der Zeit unter den Sklaven auf den Plantagen. Auf der Flucht entwickelte er sich endgültig und festigte sich im Moment der Stammesgründung. Ein lo besteht aus einem- oder mehreren bees- auch bere (Bauch) genannt, einer matrilinearen Verwandtschaftsgruppe. Das heißt, aus Menschen mit einer gemeinsamen Stammmutter. Die Stammmutter ist die erste Frau, die aus Afrika nach Suriname transportiert wurde, und die „Urmutter“, aus der die Gruppe hervorgekommen ist. Die Marron- oder Businenge-Stammmutter bildet die Wurzel und Klammer mit Afrika. Der- oder die bees sind wieder unterteilt in osos (Haus), den Familien.

## Politische Struktur
An der Spitze eines Stammes steht der gaanman (auch: granman), das Stammesoberhaupt. Der gaanman wird in der Regel aus dem lo der mütterlichen Linie seines Vorgängers auf Lebenszeit gewählt. Weiter aus dem kapten als Dorfoberhaupt eines lo und den basjas, die dem kapten assistieren. Sind wichtige Entscheidungen zu treffen, so werden krutus einberufen, Versammlungen, die aus älteren Männern des Dorfes bestehen.
Diese sozialen und politischen Strukturen gelten bis heute für alle Marron-Stämme in Suriname. Allerdings sind durch den sog. Dschungelkrieg von 1986 bis 1992 zwischen dem Dschungel-Kommando unter dem Ndyuka Brunswijk und den militärischen Machthabern in Paramaribo viele Marrons mit dem Gewehr aufgewachsen. Bei dem Kampf wurden auch viele der ohnehin schon knapp vorhandenen sozialen Einrichtungen zerstört. Hierdurch kam es zu massiven Abwanderungen, einer Verrohung der Sitten und einem Bruch mit alten Traditionen. Aber auch das ausgebrochene Goldfieber in den Stammesgebieten, wobei es zu bewaffneten Konflikten mit den Garimpeiros aus Brasilien kam, führte dazu, dass viele Marrons die traditionelle Macht, traditionelle Werte und Normen nicht mehr anerkennen. Das überlieferte Stammesrecht ist hierdurch vielfach nicht mehr die Rechtsnorm für Konfliktlösungen.

## Geschichte
Der Stamm der Ndyuka oder Aukaner bildete sich mit den ersten zwei los Anfang des 18. Jahrhunderts aus Sklaven von Plantagen, die am Suriname lagen. Die Gruppe hatte sich am Ndyukakreek (auch: Djoekakreek) niedergelassen. Danach schlossen sich ihnen Sklaven von Plantagen aus dem Commewijne/Cottica-Gebiet an. 1757 kam es zum größten Sklavenaufstand in der Geschichte Surinames. Hierbei waren Sklaven von sechs Plantagen am Tempatikreek, einem Seitenarm des Ober-Commewijne geflüchtet. Sie vereinigten sich zunächst mit einer Gruppe von Marrons südlich des Tempati. Diese beiden Gruppen sollten zusammen mit den Marrons, die sich am Ndyukakreek niedergelassen hatten, den Stamm der Ndyuka bilden. Da ab der Plantage Auka am Ober-Suriname ein Pfad zum Ndyukakreek verlief, wurden sie von der Kolonialmacht auch als Marrons hinter der Plantage Auka bezeichnet.
Die geflüchteten Sklaven waren inzwischen für die Regierung zu einem immer größeren Problem geworden, dem auch durch militärische Expeditionen nicht beizukommen war. Man sah sich hierdurch gezwungen, zunächst mit einer der größten Marron-Gruppen einen Friedensvertrag zu schließen. Nachdem man sich über einen Verhandlungsort hinter der Plantage Auka geeinigt hatte, kam es am 10. Oktober 1760 zum Abschluss des ersten Friedensvertrages zwischen einem der größten Businenge-Stämme und der Kolonialmacht Niederlande, die von da an als die befriedeten Aukaner oder Ndyukas galten.
Erster durch die Kolonialmacht anerkannter gaanman, Stammesoberhaupt der Ndyuka wurde Fabi Labi Beyman vom Dikan-lo. Als äußeres Zeichen und Symbol ihrer Herrscherwürde und Anerkennung ihrer Unabhängigkeit von den Niederländern erhielten die gaanmans ein Zepter, einen Stab mit Silberknauf.
Die wichtigsten Elemente für die Ndyukas aus dem Vertrag waren, dass ihre Freiheit anerkannt und ihnen ein gewisses Maß an Autonomie zuerkannt wurde. Für die Regierung war vor allem wichtig, dass sie von einem inländischen Feind befreit wurde. Außerdem war die Bewegungsfreiheit der Ndyukas eingeschränkt worden und sie hatten sich verpflichtet künftig geflüchtete Sklaven auszuliefern.
Nach Abschluss des Vertrages zogen die Ndyukas an den Tapanahony und ab dem 19. Jahrhundert ließen sich Gruppen am Sarakreek, einem Seitenfluss des Ober-Suriname und später am Oberlauf des Commewijne und am Cottica nieder.
Der Vertrag wurde 1809 (unter englischer Herrschaft von Suriname, 1804–1816) und 1837 teilweise ergänzt und neu bestätigt. Ab 1857 wurde zum ersten Mal von der Kolonialverwaltung dem gaanman ein geringes Jahresgeld zuerkannt.
Als am 1. Juli 1863 die Sklaverei abgeschafft wurde, lebten die Ndyukas bereits seit über hundert Jahren als freie Menschen in Suriname.
Der Stamm der Ndyukas besteht aus insgesamt 12 los. Seit 1836 ist die Flussinsel Diitabiki oder Drietabbetje im Tapanahony Residenz des gaanman der Ndyukas.
Ihre Sprache heißt ebenfalls Ndyuka oder Aukaans.

### Gazon Matodja
Das Stammesoberhaupt, gaanman der Ndyukas war von 1966 bis 2011 Gazon Matodja vom Otoo lo. Matodja wurde rund 1904, das genaue Geburtsjahr ist nicht bekannt, im Dorf Moitaki im Marowijne-Gebiet geboren.
Am 23. August 2011 wurde ihm in seiner Residenz Drietabbetje von seinen Stammesangehörigen ein goldenes Zepter und eine goldene Krone angeboten. Diese besondere Auszeichnung wurde ihm für seine Verdienste inner- und außerhalb des Stammes sowie aus Anerkennung, Respekt und vor allem für die Weise wie er seit fast einem halben Jahrhundert die Stammesgeschicke führt, überreicht. Hiermit wurde Gazon Matodja in den Rang eines Königs erhöht. Obwohl die Institution gaanman bestehen bleibt, haben seine Gefolgsleute mit dieser Handlung das Königtum in ihre Tradition eingeführt. In der Geschichte des Stammes fand eine solche Zeremonie zum ersten Mal statt.
Gazon Matodja starb am 1. Dezember 2011 im Diakonissenkrankenhaus in Paramaribo. Unmittelbar nach seinem Tod wurde sein Leichnam auf die Flussinsel Drietabbetje überführt. Nach Monaten von zeremoniellen Trauerfeiern auf Drietabbetje wurde der König der Ndyukas letztendlich am 10. April 2012 im in der Nähe gelegenen Dorf Poeketi am Tapanahony begraben.
Mit dem wasi bakaman, einem Waschritual und einem Trankopfer ging am 21. April 2013 auf Drietabbetje formell die Trauerperiode für den verstorbenen König Gazon Matodja zu Ende.

### Bono Velanti
Am 17. März 2015 wurde Bono Velanti in Poeketi als neues Stammesoberhaupt, gaanman, granman der Ndyukas offiziell eingesetzt. Bei der Zeremonie waren hunderte Gäste, hierunter Minister, Parlamentarier sowie Vertreter anderer Marron-Stämme aus Suriname und Französisch-Guayana anwesend. Die Vereidigung durch den Präsidenten der Republik Suriname erfolge am 3. Februar 2016 im Präsidentenpalais.

### Denkmal
Am 10. Oktober 2006 wurde auf dem „Platz des 10. Oktober 1760“, Ecke J. A. Pengel (früher Wanica)- und Henck Arron (früher Graven)straat in Paramaribo ein Marron-Monument enthüllt. Das Denkmal wurde vom Künstler Marcel Pinas entworfen und zeigt eine nach oben gerichtete Einbaumspitze mit Afaka-Zeichen (Schriftzeichen der Ndyuka’s) und ein Paddel. Das Boot steht für das Fortbewegungsmittel der Marrons. Mit dem Paddel will der Künstler aufzeigen, dass das surinamische Volk mit all seinen ethnischen Gruppen jetzt selbst die Gemeinschaft steuert und fortbewegt.
Seit 2010 ist der 10. Oktober formell als „Tag der Marrons“ ein gesetzlicher Feiertag.

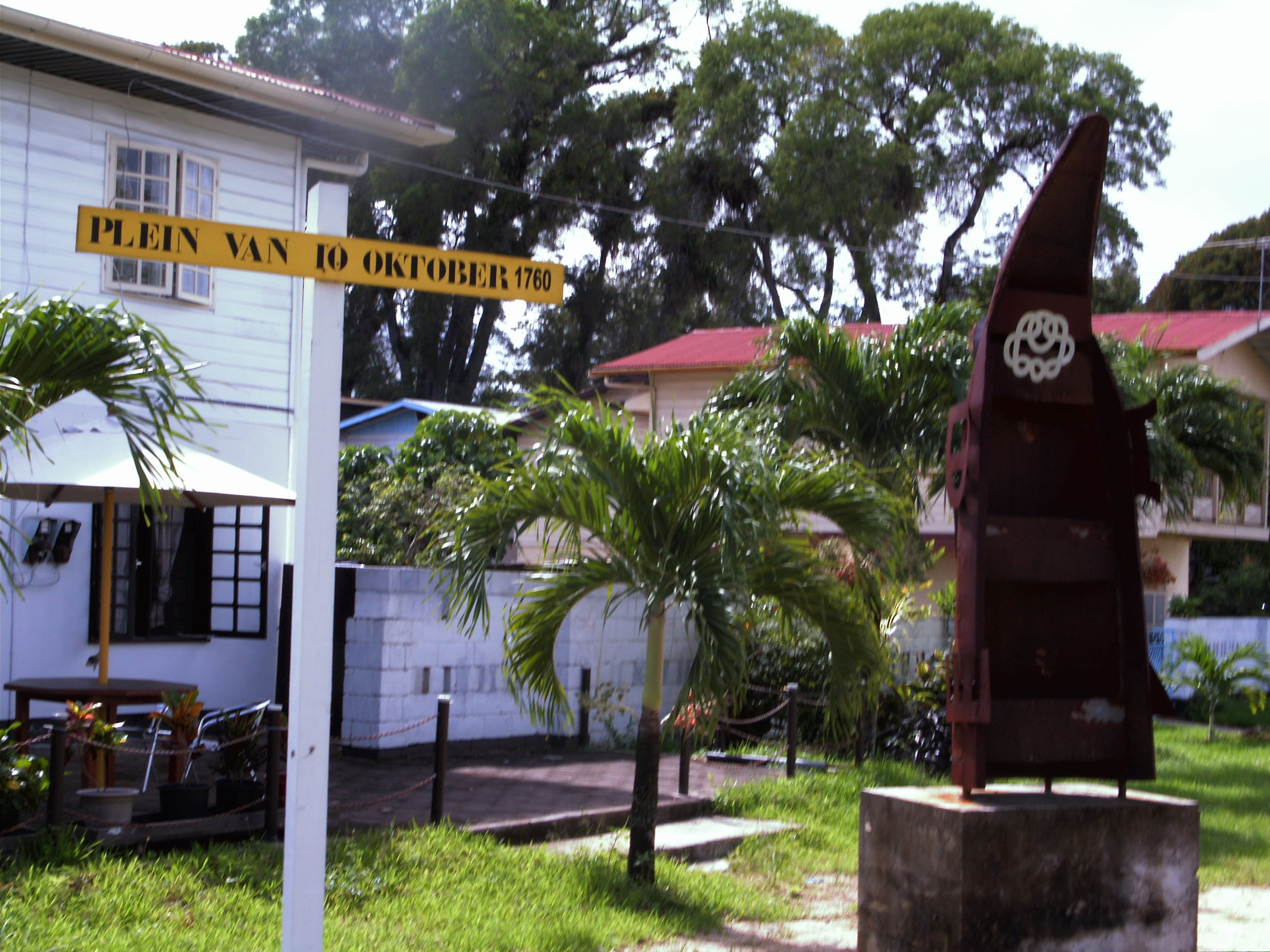
Das Marron-Monument,
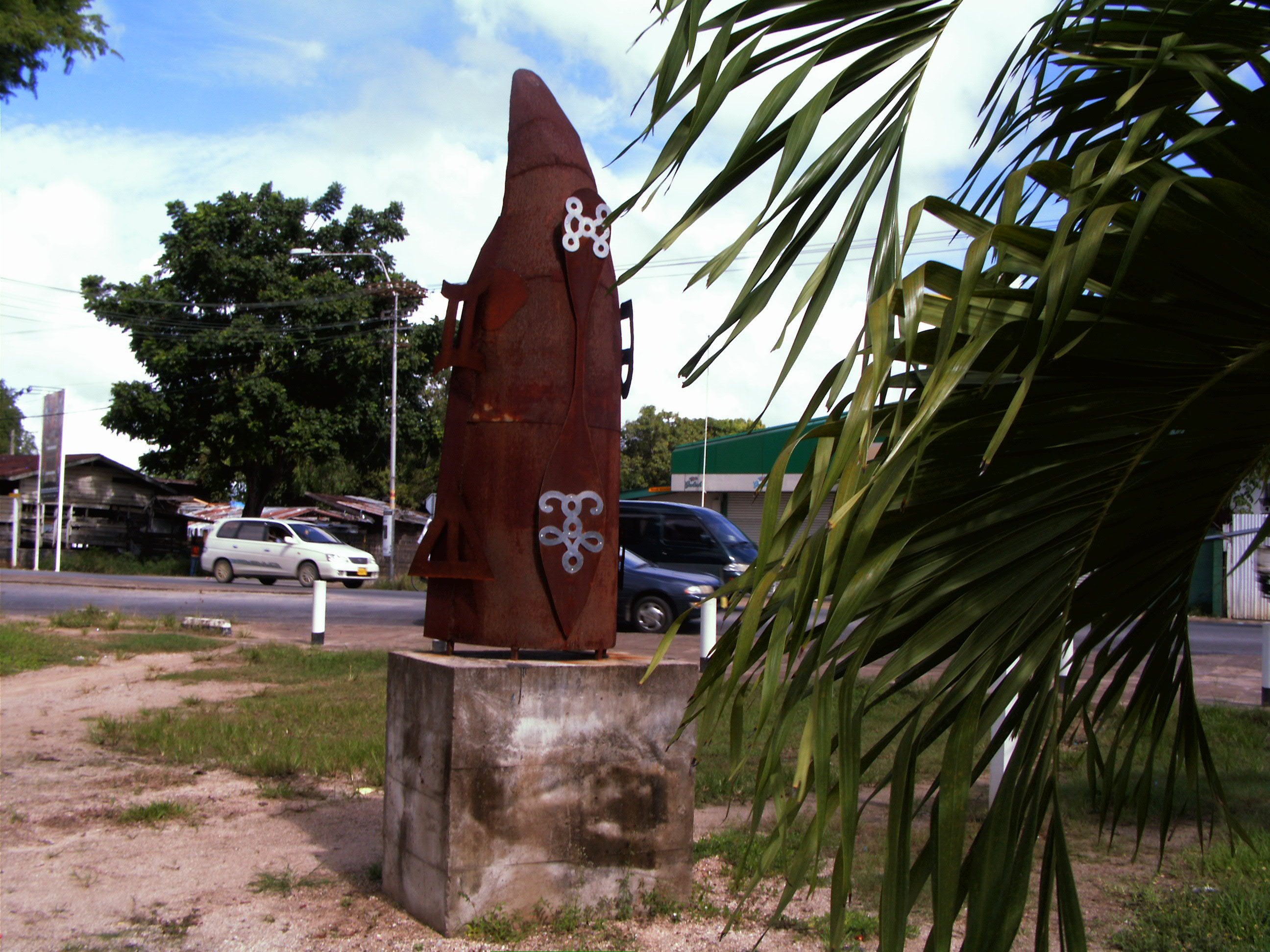
Dezember 2007
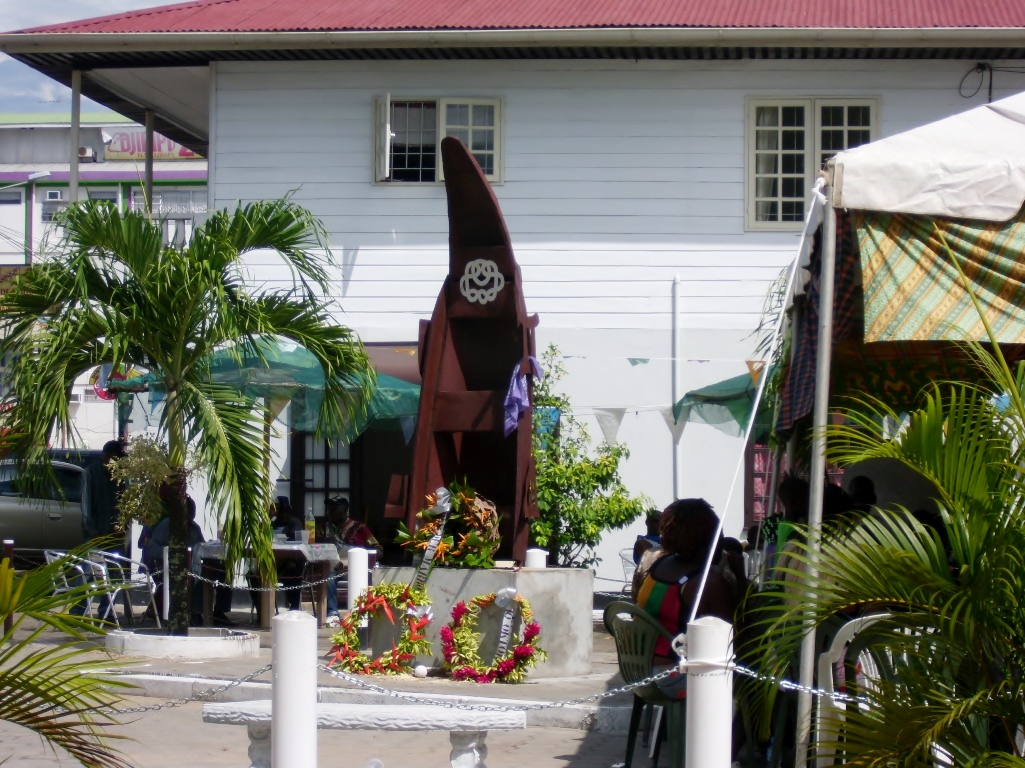
10. Oktober 2011